# لوسیا مونیز
لوسیا مونیز (به انگلیسی: Lúcia Moniz) (زاده ۹ سپتامبر ۱۹۷۶) خواننده، بازیگر پرتغالی است.
او نماینده پرتغال در مسابقه آواز یوروویژن ۱۹۹۶ بود.